# Apyratuca apiculata
Apyratuca apiculata là một loài bọ cánh cứng trong họ Cerambycidae.